# 47. območni štab Slovenske vojske
47. območni štab (kratica: 47. OŠTO/47. OŠSV) je bil območni štab, sprva Teritorialne obrambe Republike Slovenije, nato pa Slovenske vojske.
Spadal je pod poveljstvo 4. pokrajinskega štaba in deloval v sklopu Južnoprimorske pokrajine.

## Zgodovina
OŠTO je bil 15. novembra 1991 ustanovljen z Odredbo št. 801/2016 in začasnim sedežem v Postojni.
Leta 1998 je bila izvedena nova strukturna reorganizacija Slovenske vojske, s katero so bili ukinjeni območni štabi.